# الاتحاد (عملة الولايات المتحدة)
كان الاتحاد عملة أمريكية مقترحة 100 دولار ألغي العملة قبل إصدار أي نسخة منها.

## التاريخ
أرسل رجال الأعمال في سان فرانسيسكو في عام 1854 التماسًا إلى وزير الخزانة جيمس جوثري لسك عملة معدنية بقيمة 50 دولار نظرًا لعدم وجود أي أوراق نقدية من أي فئة في كاليفورنيا. استجاب جوثري للالتماس وقدم مشروع قانون إصدار عملات ذهبية بقيمة 50 دولار و100 دولار ستسمى نصف الاتحاد والاتحاد. أقر مجلس الشيوخ القانون في 16 يونيو 1854 ولكن لم يوافق عليها في النهاية مجلس النواب.
كلفت دار السك الأمريكية جورج تي مورغان برسمبتصميم رسومات تخطيطية محتملة لعملة بقيمة 100 دولار في عام 1876 في حالة تمت الموافقة على إصدارها وعملة نصف الاتحاد. خلصت دار سك العملة إلى أن سك عملة نصف الاتحاد (عملة ذهبية تزن حوالي 2.7 أوقية ترويسية أو 83.6 غرام) غير ممكنة تم تجاهل ونيسان فكرة عملة الاتحاد.

## التصميم
نشرت تصماميم جورج مورغان للعملة في حوالي عام 2005 ليتمكن مجتمع العملات من رؤية ما كان يمكن أن تكون عليه العملة. ومنذ ذلك الحين قامت دار سك العملة بسك قطع من العملة هواة الجمع باللونين الفضي والذهبي.

## عملات الاتحاد الحديثة
تصدر دار سك العملة الأمريكية عملة 100 دولار معدنية منذ عام 1997 في شكل عملة سبائك النسر البلاتيني الأمريكي. سكت أيضا عملات سبائك حرية الاتحاد الأمريكية في الأعوام 2015 و2019 و2021 وفي الذكرى 225 حرية الاتحاد الأمريكية لعام 2017 من الذهب عيار 24 قيراط.